# Lục Kháng
Lục Kháng (chữ Hán: 陆抗, 226 – 274) là tướng lãnh Đông Ngô thời Tam Quốc trong lịch sử Trung Quốc.

## Xuất thân
Kháng tự Ấu Tiết,  là con trai thứ của danh tướng Lục Tốn, nên ông cũng thuộc dòng dõi đại tộc ở Giang Đông, có hộ tịch ở huyện Ngô, quận Ngô . 
Khi Tốn mất (245), Kháng mới 20 tuổi. Do anh cả Lục Duyên mất sớm, Kháng được kế tự, nhận tước Giang Lăng huyện hầu,  được bái làm Kiến vũ hiệu úy, lĩnh 5000 quân của Tốn, đưa tang về miền đông. Kháng vào kinh đô Kiến Nghiệp tạ ơn, Ngô Đại đế Tôn Quyền đem 20 vấn đề Dương Bạch tố cáo Lục Tốn ra hỏi Kháng. Đế cấm không cho ai giúp đỡ, khiến hoạn quan cật vấn; Kháng cũng không cần hỏi ai, trả lời từng vấn đề, khiến cơn giận của đế dần tan. 

## Sự nghiệp
Năm Xích Ô thứ 9 (246), Kháng được thăng làm Lập tiết trung lang tướng, cùng Gia Cát Khác đổi nơi đồn trú; ông đến Sài Tang. Kháng rời đi, để lại tường rào đã hoàn thiện, nhà cửa được sửa chữa, cây dâu cạnh nhà cũng ra quả, không hao tổn gì. Khác vào đồn, kinh ngạc thấy như mới. Trong khi đồn cũ của Khác ở Sài Tang, đã hư hỏng nhiều, khiến ông ta rất lấy làm hổ thẹn. 
Năm Thái Nguyên đầu tiên (251), Kháng về Kiến Nghiệp chữa bệnh. Bệnh khỏi, Kháng sắp trở lại đồn, Ngô Đại đế rơi nước mắt từ biệt, nói: “Tôi trước nghe theo lời gièm, cùng cha mày về đại nghĩa không thuần hậu, đem việc này đặt lên mày. Những lời tố giác trước sau, một mồi lửa đốt sạch, chẳng để người nào trông thấy nữa.” 
Năm Kiến Hưng đầu tiên (252), Kháng được bái làm Phấn uy tướng quân. Năm Thái Bình thứ 2 (257), tướng Ngụy là Gia Cát Đản dâng Thọ Xuân hàng Ngô, triều đình bái Kháng làm Sài Tang đốc, khiến ông tham gia giải vây Thọ Xuân. Kháng được ghi công đánh bại quân Ngụy, nhưng quân Ngô thất bại. Sau khi trở về, chủ tướng Chu Dị bị quyền thần Tôn Lâm sát hại, còn Kháng vẫn được thăng làm Chinh bắc tướng quân.  
Năm Vĩnh An thứ 2 (259), Kháng được bái làm Trấn quân tướng quân, Đô đốc Tây Lăng, phụ trách phòng thủ từ Quan Vũ lại  đến thành Bạch Đế. Năm thứ 3 (260), Kháng được đặc quyền Giả tiết. Ngô Mạt đế Tôn Hạo lên ngôi (264), Kháng được gia hiệu Trấn quân đại tướng quân, lĩnh quan Ích Châu mục. Năm Kiến Hành thứ 2 (270), Tả đại tư mã Thi Tích mất, triều đình bái Kháng làm Đô đốc Tín Lăng, Tây Lăng, Di Đạo, Nhạc Hương, Công An chư quân sự, đặt trị sở ở Nhạc Hương. 
Năm Phượng Hoàng đầu tiên (272), Tây Lăng đốc Bộ Xiển chiếm thành làm phản, sai sứ hàng Tấn. Kháng nghe tin, trong ngày hôm ấy điều động các cánh quân của bọn Tả Dịch, Ngô Ngạn, Thái Cống đi thẳng đến Tây Lăng. Kháng hạ lệnh cho quân Ngô xây dựng hàng rào chặt chẽ, từ Xích Khê đến Cố Thị, trong để vây Xiển, ngoài để ngăn viện, đêm ngày thúc ép, cứ như quân Tấn đã đến, khiến lính Ngô rất khổ sở. Chư tướng đều can ngăn, cho rằng quân Ngô tinh nhuệ, có thể gấp rút tấn công, nhằm bắt được Xiển trước khi quân Tấn đến cứu viện, hà tất phải vất vả bao vây; Kháng cho biết thành này ở nơi hiểm yếu, lương thực sung túc, còn được sửa chữa hoàn thiện và trang bị công cụ phòng ngự đầy đủ, là do chính ông quy hoạch, bây giờ phải đánh chính nó, nếu không thể hạ được ngay mà quân Tấn đến cứu viện, trong ngoài thụ địch thì làm sao chống nổi!? Các tướng muốn đánh thành, Kháng không đồng ý. Nghi Đô thái thú Lôi Đàm nài nỉ, Kháng muốn mọi người chịu phục, nên đồng ý cho họ đánh 1 trận, quả nhiên không thắng nổi, mới chấp nhận hợp vây. 
Kháng đang ở trị sở Nhạc Hương, bấy giờ tướng Tấn là Xa kỵ tướng quân Dương Hỗ soái quân nhắm đến Giang Lăng, chư tướng đều cho rằng nên Kháng nên đến đấy chỉ huy thay vì đi Tây Lăng. Kháng nhận định Giang Lăng thành chắc binh đủ nên không đáng lo, kể cả có mất thì quân Tấn cũng không giữ được, thành ra tổn thất ít thôi. Kháng cho rằng nếu người Tấn dùng Tây Lăng làm điểm tập kết quân đội, ắt các tộc thiểu số ở Nam Sơn sẽ nhiễu loạn, thì nỗi lo không thể nói hết. Vì thế Kháng khẳng định mình thà bỏ Giang Lăng chứ không mất Tây Lăng. Khi xưa Giang Lăng bằng phẳng rộng rãi, đường xá thông thoáng, Kháng lệnh cho Giang Lăng đốc Trương Hàm làm đập lớn để ngăn nước, điều tiết lượng nước chảy vào đồng bằng, nhằm tận dụng sức nước còn lại để dùng thủy quân ngăn địch. Đến nay Dương Hỗ muốn mượn sức nước ấy để dùng thuyền chở lương, bèn đánh tiếng muốn phá đập nhằm thông lối đi cứu Bộ Xiển. Kháng nghe lời đồn, sai Hàm gấp phá đập. Chư tướng ngỡ ngàng, nhiều lần can ngăn nhưng Kháng không nghe. Hỗ đến Đương Dương, nghe tin đập bị phá, bèn đổi sang dùng xe chở lương, hao phí rất nhiều sức lực. 
Tướng Tấn là Ba Đông giám quân Từ Dận soái thủy quân đi Kiến Bình, Kinh Châu thứ sử Dương Triệu đến Tây Lăng. Kháng lệnh cho Trương Hàm cố thủ Giang Lăng, Công An đốc Tôn Tuân tuần tra bờ nam đề phòng Dương Hỗ, Thủy quân đốc Lưu Lự, Trấn tây tướng quân Chu Uyển chống lại Dận. Kháng tự soái ba quân, dựa vào hàng rào trước đó để đối trận với Triệu. Tướng quân Chu Kiều, Doanh đô đốc Du Tán chạy sang với Triệu, Kháng nói: “Tán là lại cũ ở trong quân, biết rõ hư thật của ta, tôi luôn lo lính người Di vốn không tinh nhuệ, nếu địch đánh rào, tất nhắm đến chỗ này trước.” Đêm ấy Kháng dời lính Di, lấy tướng cũ bổ sung. Hôm sau, Triệu quả nhiên đánh vào chỗ của lính Di, Kháng lệnh cho toàn quân đánh trả, tên đá như mưa, quân Tấn tử thương liên tiếp. Giằng co cả tháng, quân Tấn hết kế phải bỏ trốn trong đêm. Kháng muốn đuổi theo, nhưng lo Bộ Xiển ở trong thành thừa cơ đánh ra, vì thế ông đành nổi trống dọa nạt, nhưng vẫn khiến quân Tấn sợ hãi, đều cởi giáp bỏ chạy. Khi ấy Kháng mới cho quân Ngô mới trang bị gọn nhẹ để đuổi nà. Triệu đã thất bại, bọn Hỗ cũng đành đem quân về. 
Kháng hạ thành Tây Lăng, giết hết cả họ của Xiển cùng quan tướng của ông ta, rồi xin tha cho mấy vạn người còn lại. Kháng sửa chữa thành trì, sau đó quay về Nhạc Hương, không hề tỏ ra kiêu căng, mà vẫn khiêm tốn như thường, nên tướng sĩ Ngô đều hài lòng. Nhờ công, Kháng được gia bái làm Đô hộ. Mùa xuân năm thứ 2 (273), Kháng được bái làm Đại tư mã, Kinh Châu mục. 
Mùa hạ năm thứ 3 (274), Kháng bệnh nặng, sang mùa thu thì mất. Con trưởng là Lục Yến được kế tự, quân bản bộ của Kháng được chia cho các con là Yến, Cảnh, Huyền, Cơ, Vân. 

## Gia đình
- Mẹ là Tôn thị, con gái của Tôn Sách. [Tam quốc 15]
- Vợ là Trương thị, con gái của Trương Thừa. Như vậy Kháng và Tôn Hòa (cha của Ngô Mạt đế) là anh em cọc chèo. Năm Kiến Hưng thứ 2 (253), Gia Cát Khác bị tru di, nhà họ Trương chịu liên lụy, Kháng buộc phải bỏ vợ. [Tam quốc 16]
- Kháng có 6 con trai: Yến, Cảnh, Huyền, Cơ, Vân, Đam. Yến, Cảnh tử trận khi nước Ngô mất. Cơ, Vân, Đam chết trong loạn Bát vương. Cơ, Vân có truyện riêng trong sử cũ.

## Tình bạn với Dương Hỗ
Sau khi tướng Tấn là Dương Hỗ lui quân, tăng cường sửa sang đức tín, để lấy lòng người Ngô. Kháng luôn răn các tương ở vùng biên rằng: “Người ta chuyên làm việc đức, chúng ta chuyên làm việc bạo, là không đánh mà tự thua đấy. Các người đều phải giữ lấy địa giới, không được ham muốn lợi ích nhỏ nhặt nữa.” Vì thế ở biên cảnh Ngô – Tấn, lương thực đầy đồng không ai xâm phạm, bò ngựa đi lạc vào nước địch, có thể thông báo mà lấy lại. Người Ngô săn bắn ở thượng du sông Miện, bắt được muông thú đã bị thương bởi người Tấn thì đem trả. 
Hỗ, Kháng xây dựng tình bạn theo lối Ngô Quý Trát và Công Tôn Kiều đời Xuân Thu . Kháng gởi rượu cho Hỗ, Hỗ uống ngay mà không nghi ngờ. Kháng từng có bệnh, hỏi Hỗ xin thuốc; Hỗ gói lại gởi cho ông, nói: “Thứ thuốc tốt này, gần đây tự làm, chưa kịp uống, bởi anh bệnh gấp, nên gởi cho.” Kháng nhận được thì uống ngay, chư tướng có người can ngăn, ông không nghe. 
Ngô Mạt đế nghe tin hai bên biên cảnh hòa hoãn thì gặn hỏi, Kháng đáp: “Một ấp một hương, còn không thể làm người chẳng tín chẳng nghĩa, huống hồ một nước!? Thần không như thế, chính là sáng tỏ cái đức của người ta, mà chẳng hại gì được Hỗ vậy.”  Vì thế người đương thời cho rằng lại gặp được Hoa Nguyên nước Tống và công tử Trắc nước Sở,  nhưng cũng có người chê bai Hỗ, Kháng làm mất khí tiết của bề tôi. 

## Hình tượng văn học
Trong Tam quốc diễn nghĩa, Kháng xuất hiện ở 2 hồi thứ 119 và 120. Hồi 119, Ngô chủ Tôn Hưu nghe tin nước Thục mất, bèn lấy Kháng làm Trấn đông tướng quân, lĩnh chức Kinh Châu mục, để phòng bị quân Tấn. Hồi 120, Kháng giằng co với tướng Tấn là Dương Hỗ, bị Ngô chủ Tôn Hạo nghi ngờ, nên chịu bãi chức. Nghe tin ấy, Hỗ lập tức dâng biểu đề nghị đánh Ngô.